# The Action
The Action è un gruppo musicale inglese attivo negli anni sessanta del XX secolo. Nati nel 1963 come "Sandra Barry & The Boyfriends", cambiarono il nome prima in "Boy" e infine in "The Action". Vennero scoperti da George Martin, ma ebbero vita breve e ben poca fortuna commerciale, apprezzati dalla critica solo decenni dopo il loro scioglimento.

## Storia
Il gruppo venne formato a Kentish Town nel 1963 da Reg King, Roger Powell, Mike Evans e Alan King ai quali si aggiunse Peter Watson nel 1964.1/]
La band esordì nel nord di Londra nel 1963 come un quartetto chiamato "The Boys" riuscendo a incidere un singolo come gruppo di supporto di Sandra Barry, "Sandra Barry & The Boyfriends", prima di firmare un contratto con la Pye Records che pubblicò il loro primo singolo come "The Boy", It Ain't Fair/I Want You. Nel 1964 il gruppo si sciolse, ricostituendosi poco dopo con l'arrivo di Watson con il nuovo nome di "The Action" sviluppando un sound simile agli Small Faces che piacque alla generazione dei mod londinesi. Furono quindi notati da George Martin che li scritturò nella sua etichetta discografica, la AIR Productions, da poco fondata, riuscendo a ottenere per loro un contratto discografico con la Parlophone. Pubblicarono quindi nel 1965 il loro primo singolo, "Land of a 1000 Dances/In My Lonely Room", che però non riuscì a entrare in classifica; neanche il secondo singolo, I'll Keep Holding On/Hey Sah-Lo-Ney, pubblicato all'inizio del 1966, riuscì a entrare in classifica nonostante riscuotessero un certo apprezzamento nei club dove suonavano. Watson abbandonò il gruppo e venne sostituito da Martin Stone che contribuì a far evolvere il sound del gruppo con influenze soul.4
il gruppo proponeva cover di successi soul come Since I Lost My Baby dei Temptations o In My Lonely Room delle Vandellas, mischiando beat, psichedelia e soul bianco, riscontrando un moderato consenso dei mod inglesi.
Col tempo il sound si è evoluto e, verso la metà del 1967, virò verso il progressive con influenze folk rock ma, a causa dello scarso successo raggiunto, nel 1967 la AIR smise di sostenerli e interruppe la collaborazione con loro. Riuscirono però a registrare in un nuovo studio una serie di canzoni interamente composte da loro con un sound più pesante e psichedelico; 4 purtroppo la EMI, distributore della loro etichetta, la AIR, non fu interessata alla raccolta di demo che vennero quindi accantonate. 2 Contattarono quindi diverse etichette discografiche ma non riuscirono a trovare una disposta a pubblicare l'album (venne pubblicato solo nel 1995 con il titolo di Rolled Gold).4
Alla fine del 1967 al gruppo si aggiunse il tastierista Ian Whiteman.4 e, successivamente Reg King lasciò la band per intraprendere la carriera da solista 2; Whiteman quindi rilevò il gruppo che era rimasto ribattezzandolo nel 1968 Azoth. La band si era messa in contatto con Giorgio Gomelsky e aveva inciso un'enorme quantità di materiale come demo e potenziali uscite mentre era sotto la sua gestione. Alla fine si sono trasformati in un gruppo psichedelico, Mighty Baby, che aveva un sound molto diverso da quello degli Action. 4 I Mighty Baby pubblicarono due album in studio (Mighty Baby nel 1969, A Jug of Love nel 1971) e un album live. Infine nel 1972 si presentano con l'album If Man but Knew, sotto il nome di "The Habibiyya".
Grazie alla raccolta di singoli e brani inediti, The Ultimate Action, del 1980, pubblicata durante il periodo del revival dei mod, l'opera del gruppo è stata riscoperta e seguirono altre compilation nel corso degli anni e la formazione originale si riunì nel 1998 per suonare un raduno di mod sull'Isola di Wight e, grazie al successo riscontrato, ha continuato a esibirsi negli anni successivi.4
Nel 1998 la formazione originale si è riformata per una serie di concerti. Il filmato di uno di questi al The Dome nel Tufnell Park ha costituito la base del documentario video di "The Action In the Lap of the Mods". Il gruppo tenne l'ultimo concerto nel 2004 al festival "Modstock".1/]
Nel 2018 è stata pubblicata la raccolta Shadows and Reflections: The Complete Recordings 1964-1968.

## Discografia
Singoli
- 1964 - Really Gonna Shake/When We Get Married (Decca Records, come "Sandra Barry and The Boys")
- 1964 - It Ain't Fair/I Want You " (Pye Records, come "The Boys")
- 1965 - Land of a Thousand Dances/In My Lonely Room (Parlophone, R 5354)
- 1966 - I'll Keep Holding On/Hey Sah-Lo-Ney (Parlophone, R5410)
- 1966 - Baby, You've Got It/Since I Lost My Baby (Parlophone, R 5474)
- 1967 - Never Ever/Twenty Fourth Hour (Parlophone, R5572)
- 1967 - Shadows and Reflections/Something Has Hit Me (Parlophone, R 5610)
- 1968 - The Harlem Shuffle/Wasn't It You " (Hansa, 14 321 AT, Germania)
- 1984 - Hey Sha-Lo-Ney/Come on, Come with Me (Edsel Records, E 5008, registrazioni del 1966)
- 2019 - Follow Me/Climbing up the Wall (See Me) (Solution Records, FIX001, registrazioni del 1995)
- 2019 - Brain/In My Dream (Solution Records, FIX003, registrazioni del 1995)

EP
- 1967 - Shadows and Reflections/Something Has Hit Me/Never Ever/Twenty Fourth Hour (Odeon, MOE 149, Francia)
- 1981 - Since I Lost My Baby (Edsel Records, E 5002, registrazioni del 1966)

Album in studio
- 1972 - If Man But Knew (Island, come "The Habibiyya")
- 1995 - Brain (The Lost Recordings 1967/68) (Dig The Fuzz Records, DIG 005; Autumn Stone Archives, ASACD 01), ripubblicato come Rolled Gold nel 1997 (Dig The Fuzz Records, DIG 025)

Raccolte
- 1980 - The Ultimate Action (Edsel Records, ED 101)
- 1985 - Action Speak Louder Than... (Dojo, Dojo, DOJOLP3)
- 2001 - Action Packed (Edsel Records, EDCD 699)
- 2004 - Uptight and Outasight (Circle Records, CPW C105)
- 2014 - In My Lonely Room (Top Sounds Records, TSEP 001)
- 2018 - Shadows and Reflections: The Complete Recordings 1964-1968 (Grapefruit Records, ATOZ112BOX)
- 2018 - The New Action! (Grapefruit Records, CRSEGLP046)

Box set
- 2014 - The Singles Boxset (Demon Records, ACTIONBOXRSD)

## Formazione
1965
- Alan "Bam" King: chitarra
- Reg King: voce
- Mike Evans: basso
- Roger Powell: batteria
- Pete Watson: chitarra

1967
- Reggie King - voce
- Alan "Bam" King - chitarra
- Peter Watson - chitarra
- Roger Powell - batteria
- Ian Whiteman - tastiere
- Martin Stone - chitarra